# Саманта Павер
Сама́нта Джейн Па́вер (англ. Samantha Jane Power; нар. 21 вересня 1970, Лондон, Сполучене Королівство) — американський дипломат, політолог і журналіст ірландського походження, Адміністратор Агентства США з міжнародного розвитку з 3 травня 2021 року. 28-й Постійний представник США при ООН із 5 серпня 2013 до 20 січня 2017. Професор Гарвардського університету й лауреат Пулітцерівської премії 2003 за книгу «Проблема з пекла: Америка в століття геноциду», старший радник Барака Обами з питань зовнішньої політики під час передвиборчої кампанії останнього. Журнал «Таймс» схарактеризував її так: «Пауер — директор-керівник Центру прав людини ім. Карра в Гарварді — новий голос совісті для зовнішньополітичної еліти США». Пауер увійшла до списку 100 найвпливовіших людей планети.[джерело?] Є Директором Ради національної безпеки США з міжнародних відносин.
Коли під час засідання Ради безпеки ООН Росія заявила, що референдум в Криму у березні 2014 року був законним, Павер підбігла до російського представника Віталія Чуркіна, накричала на нього і посіпала за плече, а на наступному засіданні заявила: «Злодій може вкрасти власність, але це не дає йому права володіти цією власністю».
11 червня 2015 року під час візиту до Києва виступила в Жовтневому палаці, де українською мовою вигукнула гасло борців за незалежність України: «Україна понад усе!»

## Ранні роки й освіта
Народилася в Лондоні в сім'ї лікарів Віри Делані та Джима Павера, який також грав на піаніно. Росла в Ірландії, а 1979 року, коли їй виповнилося 9 років, вона залишила Каслкнок і почала навчання в Готстауні у приватній римсько-католицькій дівочій початковій школі Mount Anville Montessori, того ж 1979 року разом з батьками іммігрувала в Піттсбург, США.
Вчилася у Вищій школі Лейксайду в Атланті, штат Джорджія, де також займалася в спортивних командах з кросу та баскетболу. Закінчила Єльський університет (бакалавр мистецтв). Ступінь доктора юриспруденції отримала в Гарвардській школі права (1999).
 В 1993 році, у віці 23 років, стала громадянкою США.

## Кар'єра
З 1998 до 2002 року Павер працювала виконавчим  директором Центру Карр з питань політики в галузі прав людини при Гарвардському університеті, де згодом вона працювала професором практики глобального лідерства та державної політики Анни Лінд.
У 2004—2008 роках Павер працювала старшим радником з питань зовнішньої політики під час президентської кампанії Барака Обами.
2009 року президент Обама призначив її на посаду в Раді національної безпеки
2013 року Обама призначив Павер постійним представником США при ООН.
4 лютого 2021 року президент США Джо Байден направив на розгляд Сенату Конгресу США кандидатуру Саманти Павер на посаду керівника Агентства США з міжнародного розвитку (USAID). 28 квітня Сенат США проголосував за її призначення 68 голосами проти 26. Склала присягу 3 травня 2021 року.

## Нагороди
- Орден княгині Ольги I ст. (Україна, 23 серпня 2022) — за значні особисті заслуги у зміцненні міждержавного співробітництва, підтримку державного суверенітету та територіальної цілісності України, вагомий внесок у популяризацію Української держави у світі[14]

## Твори
Українською
- Саманта Пауер. «На гребені полум'я». Переклад з англійської Ганни Лелів, Юлії Григоренко, Галини Сташків. Львів: Видавництво «Літопис», 2014. 632 с. ISBN 978-966-8853-51-7[15]